# Вестерн Гроув (Арканзас)
Вестерн Гроув (енгл. Western Grove) град је у америчкој савезној држави Арканзас.

## Демографија
По попису из 2010. године број становника је 384, што је 23 (-5,7%) становника мање него 2000. године.
| Група             | 2000.       | 2010.       |
| Белци             | 405 (99,5%) | 359 (93,5%) |
| Афроамериканци    | 0 (0,0%)    | 0 (0,0%)    |
| Азијати           | 0 (0,0%)    | 0 (0,0%)    |
| Хиспаноамериканци | 0 (0,0%)    | 10 (2,6%)   |
| Укупно            | 407         | 384         |